# Astrid Lødemel
Astrid Lødemel, norveška alpska smučarka, * 9. december 1971, Oslo.
Nastopila je na Olimpijskih igrah 1992, kjer je dosegla petnajsto mesto v smuku in 22. mesto v kombinaciji. Na Svetovnem prvenstvu 1993 je osvojila srebrno medaljo v smuku in bronasto v superveleslalomu. V svetovnem pokalu je tekmovala štiri sezone med letoma 1991 in 1995 ter dosegla dve uvrstitvi na stopničke. V skupnem seštevku svetovnega pokala je bila najvišje na 19. mestu leta 1993.